# Nørager (Rebild Kommune)
Nørager ist ein Ort im Norden der dänischen Halbinsel Jütland. Er gehört zur Gemeinde Rebild in der Region Nordjylland und zählt 1147 Einwohner (Stand 1. Januar 2023). Von 1970 bis 2006 war Nørager Sitz der Verwaltung der Gemeinde Nørager, die 2007 in der Gemeinde Rebild aufging.

## Entwicklung der Einwohnerzahl
| Jahr             | Einwohner |
| ---------------- | --------- |
| 9. November 1970 | 673       |
| 1. Januar 1976   | 777       |
| 1. Januar 1981   | 919       |
| 1. Januar 1986   | 953       |
| 1. Januar 1990   | 1039      |
| 1. Januar 1996   | 960       |
| 1. Januar 2000   | 969       |
| 1. Januar 2004   | 1017      |
| 1. Januar 2008   | 1055      |
| 1. Januar 2009   | 1077      |
| 1. Januar 2010   | 1050      |

## Verwaltungszugehörigkeit
- bis März 1970:  Kirchspiel Durup Sogn in der Harde Gislum Herred im Ålborg Amt
- 1. April 1970 bis 31. Dezember 2006: Nørager Kommune, Nordjyllands Amt
- seit 1. Januar 2007: Rebild Kommune, Region Nordjylland